# Myonia josia
Myonia josia är en fjärilsart som beskrevs av Felder 1862. Myonia josia ingår i släktet Myonia och familjen tandspinnare. Inga underarter finns listade i Catalogue of Life.